# Přerov

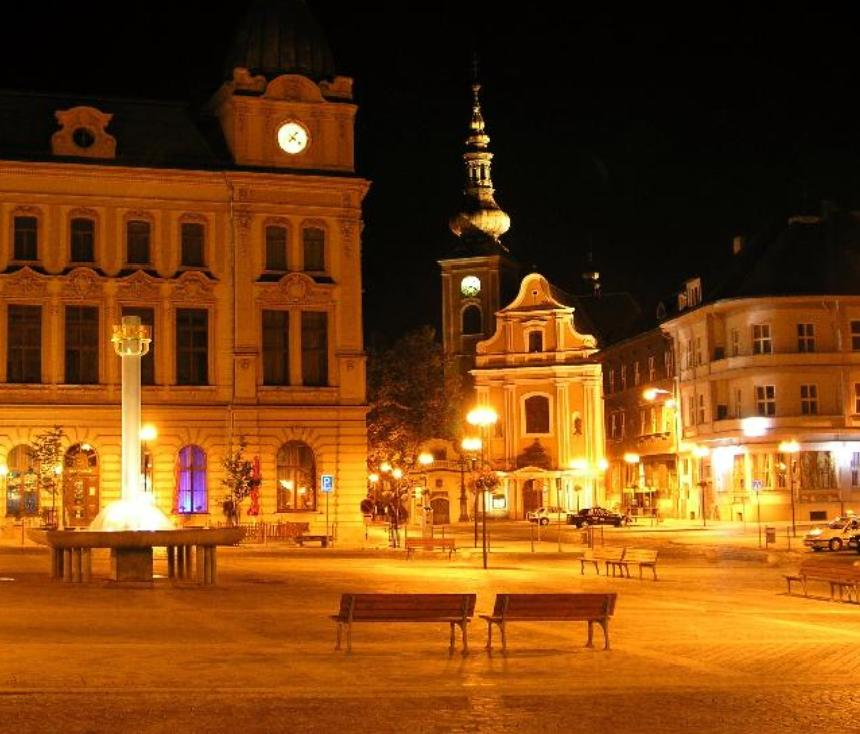
Náměstí Masaryka (TGM-Platz mit Laurentius-Kirche 2024)

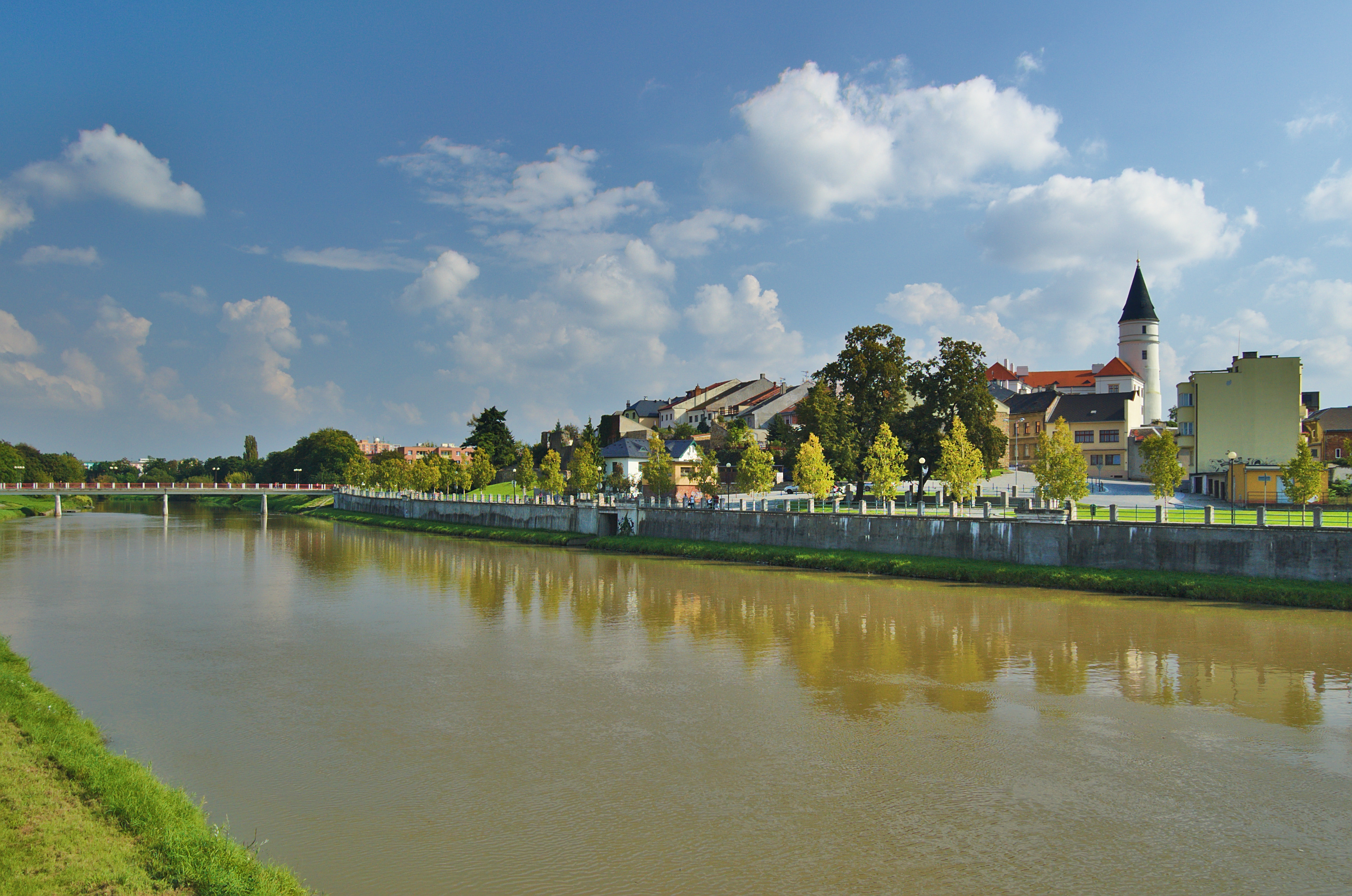
Das Zentrum am Ufer der Bečva (2014)

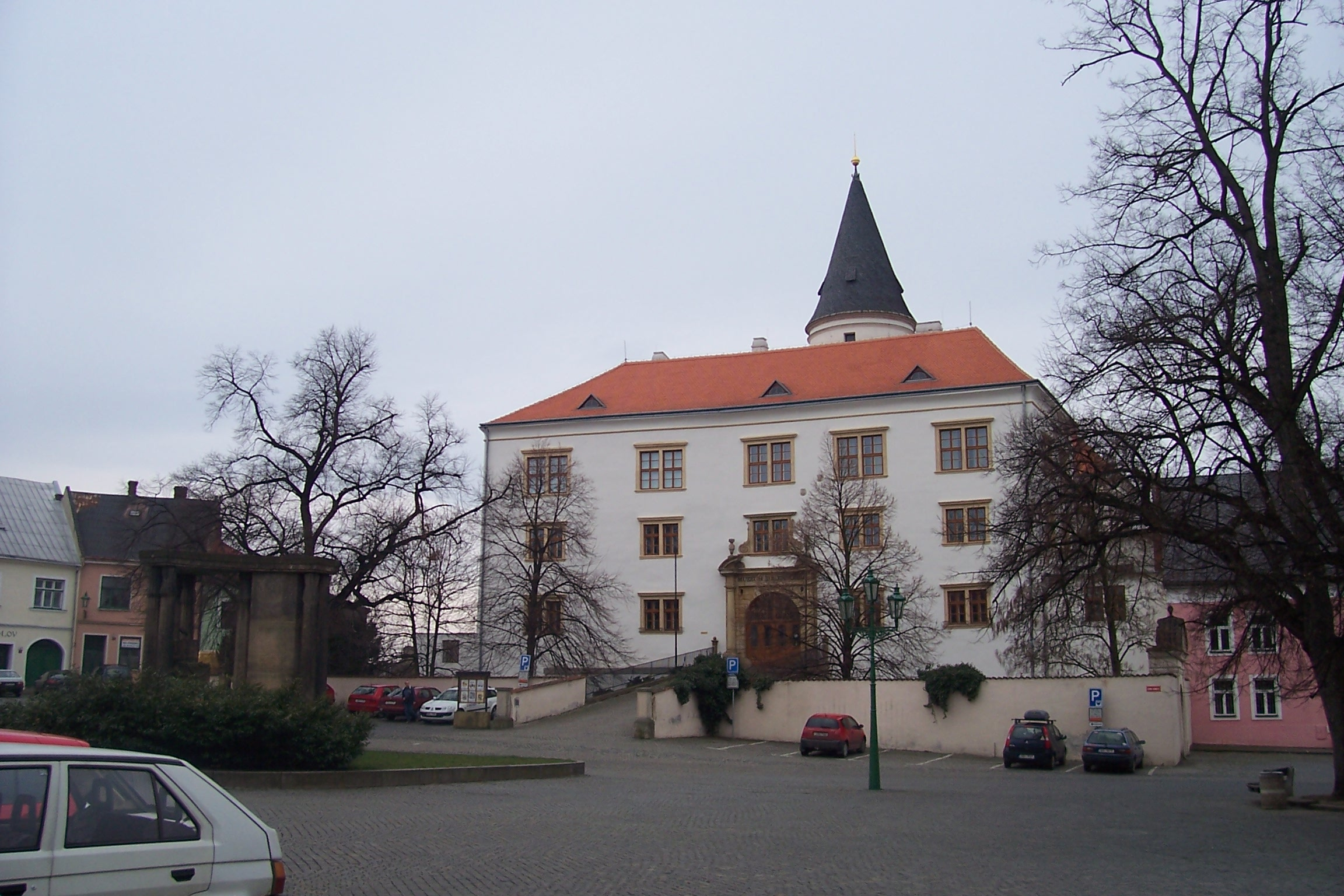
Zámek Přerov (Schloss, 2008)

Přerov (deutsch Prerau) ist eine tschechische Stadt an der Bečva in der Olmützer Region mit 40.906 Einwohnern (2024).
Přerov liegt etwa 22 km südöstlich von Olmütz. In der Vergangenheit war die Stadt ein wichtiger Knotenpunkt und das Herz Mährens.

## Geschichte
Die Stadt Přerov wurde im Jahre 1141 erstmals urkundlich erwähnt und wurde 1256 zur Königsstadt erhoben. Das Schloss gehörte der einflussreichen Familie von Zierotin. Johann Amos Comenius besuchte in Přerov die Lateinschule, deren Leiter er ab 1614 war.
Nach der Schlacht am Weißen Berg 1620 begann eine Phase des Niedergangs, bedingt durch folgende Kriegsschäden und die allgemeine Entvölkerung des Landes nach dem Dreißigjährigen Krieg. 1636 starb hier Wallensteins Schwager Karl der Ältere von Žerotín.
Mit dem Bau der Kaiser-Ferdinands-Nordbahn von Wien bis Prerau begann der neuerliche Aufschwung der Stadt. Während der Zeit Österreich-Ungarns war Prerau der Sitz der Bezirkshauptmannschaft des Bezirkes Prerau.

### Massaker von Prerau
Im Juni 1945 wurden in Přerov 265 karpatendeutsche Zivilisten von tschechischen Milizen aus einem Flüchtlingszug geholt und auf der Schwedenschanze am Stadtrand durch Genickschüsse ermordet, das Ereignis ist unter dem Namen Massaker von Prerau bekannt. Die Mordopfer mussten sich zuvor entkleiden und ihre Wertsachen den Tätern geben. Dem Verbrechen fielen 71 Männer, 120 Frauen und 74 Kinder zum Opfer. Verantwortlich für die Morde war der Milizenführer Karel Pazúr, der 1949 von einem tschechoslowakischen Gericht zu 20 Jahren Haft verurteilt, aber schon nach zwei Jahren entlassen wurde.

## Bevölkerung
| Jahr | Einwohner |
| ---- | --------- |
| 1869 | 11.341    |
| 1880 | 15.464    |
| 1890 | 17.749    |
| 1900 | 22.007    |
| 1910 | 26.966    |

| Jahr | Einwohner |
| ---- | --------- |
| 1921 | 28.442    |
| 1930 | 30.270    |
| 1950 | 29.054    |
| 1961 | 36.101    |
| 1970 | 44.324    |

| Jahr | Einwohner |
| ---- | --------- |
| 1980 | 50.593    |
| 1991 | 51.300    |
| 2001 | 48.335    |
| 2011 | 44.361    |
| 2021 | 42.451    |

## Stadtteile
| - I – Město (Altstadt) - II – Předmostí (Przedmost) - III – Lověšice (Lowieschitz) - IV – Kozlovice (Kozlowitz) - V – Dluhonice (Dluhonitz) - VI – Újezdec (Augezd) - VII – Čekyně (Czekin) | - VIII – Henčlov (Hentschelsdorf) - IX – Lýsky (Legsek) - X – Popovice (Poppowitz) - XI – Vinary (Winar) - XII – Žeravice (Zerawitz) - XIII – Penčice (Pentschitz) |

## Wirtschaft
In Přerov gibt es die Brauerei Zubr, eine der wenigen großen mährischen Brauereien, die noch in Betrieb sind; sie bildet zusammen mit den Brauereien in Litovel und Hanušovice die Pivovary CZ Group. Weiters ist das tschechisch-amerikanische Unternehmen Meopta (gegründet 1933), das optische Produkte herstellt, in der Stadt tätig.

## Verkehr
Durch Prerau verläuft die noch im Bau befindliche Autobahn D55 von Olmütz nach Österreich. Der Anschluss an die Autobahn D1 ist für die kommenden Jahre geplant.
Die Stadt ist ein wichtiger Bahnknotenpunkt. Die Kursbuchstrecke 270 (Bahnstrecke Přerov–Olomouc und Bahnstrecke Břeclav–Bohumín) führt durch Přerov. Die Strecken 300 (Bahnstrecke Brno–Přerov) und 330 (Bahnstrecke Břeclav–Přerov) der ČD enden hier.

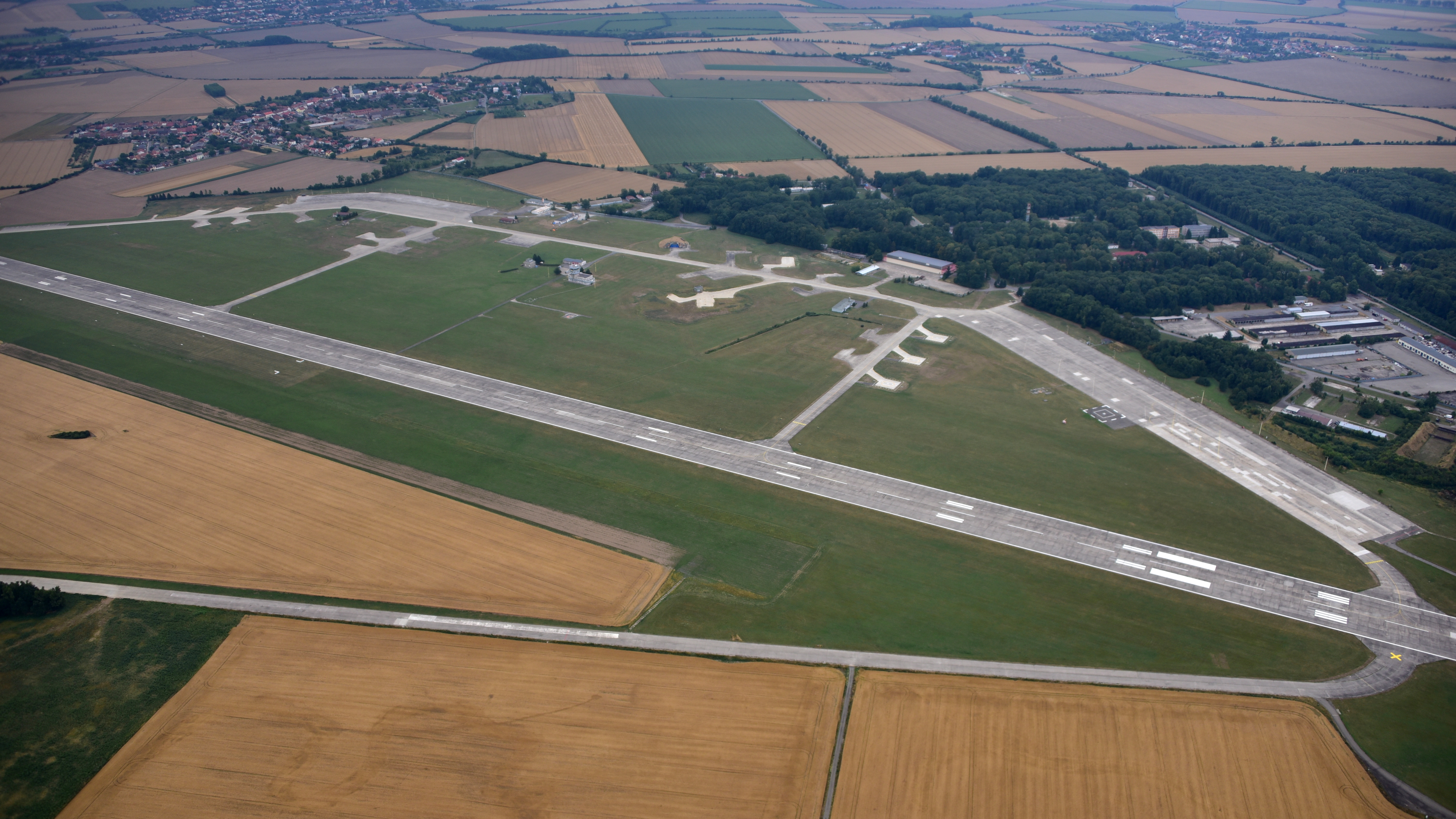
Přerov, Flughafen, Luftaufnahme (2018)

## Sport
In der Stadt spielt die Eishockey-Mannschaft des HC Zubr Přerov. Weiterhin gibt es den Handballklub Sokol HC Přerov.

## Partnerstädte
Přerov listet folgende sieben Partnerstädte auf:
| Stadt                                  | Land                       |
| -------------------------------------- | -------------------------- |
| Bardejov (Bartfeld)                    | Prešovský kraj, Slowakei   |
| Cuijk                                  | Noord-Brabant, Niederlande |
| Děčín (Tetschen-Bodenbach)             | Ústecký kraj, Tschechien   |
| Iwano-Frankiwsk (Stanislau), seit 2010 | Ukraine                    |
| Kędzierzyn-Koźle (Kandrzin-Cosel)      | Opole, Polen               |
| Kotor                                  | Montenegro                 |
| Ozimek (Malapane)                      | Opole, Polen               |

## Sehenswürdigkeiten

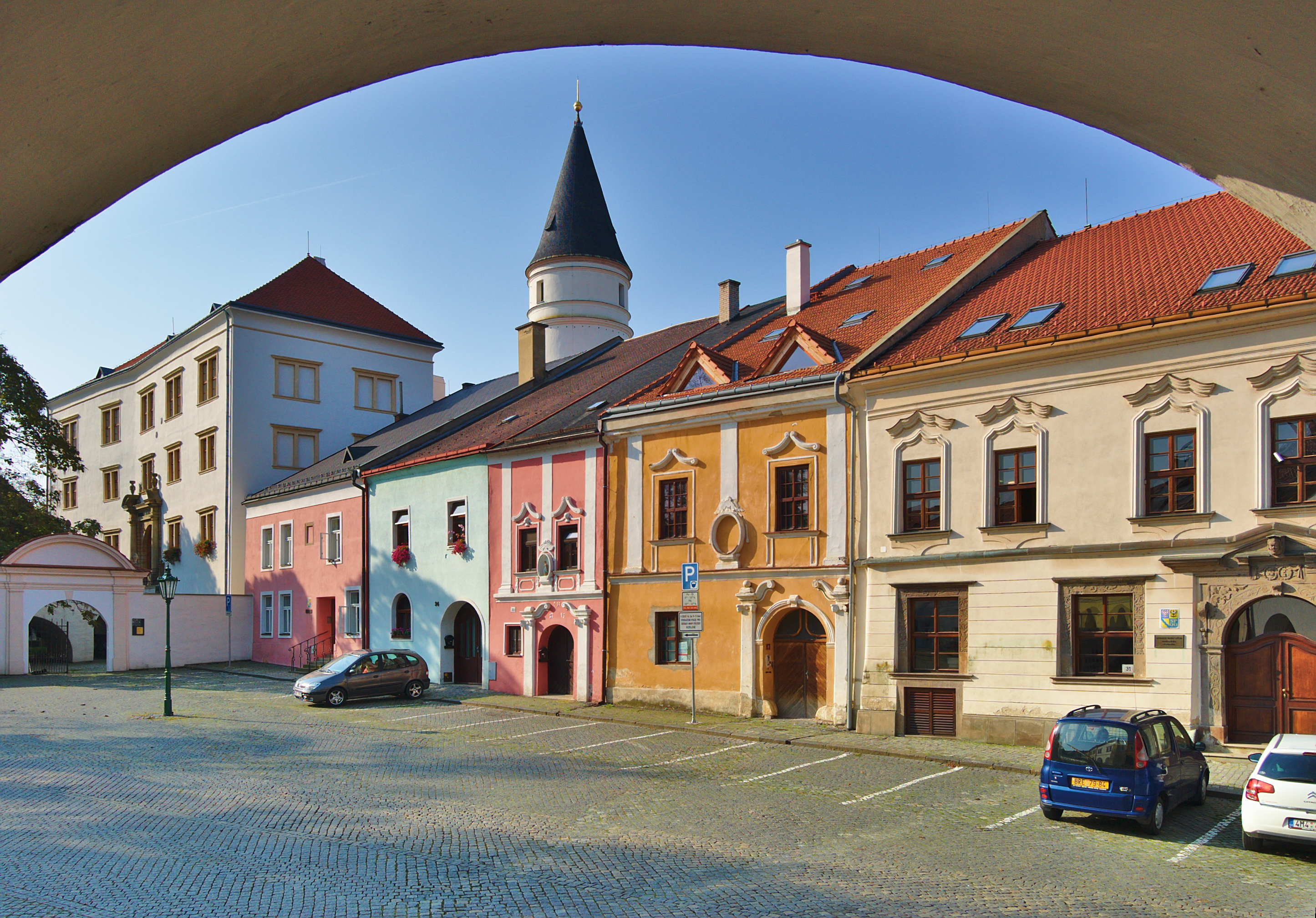
Horní náměstí (Oberer Platz, 2014)

- Oberstadt (Oberer Platz) mit geschlossenem Bestand von Laubenhäusern aus der Renaissance und dem Schloss (mit Comenius-Museum)
- Unterer Platz (náměstí TGM) mit barocker Laurentius-Kirche und überwiegend gründerzeitlicher Bebauung
- Ehemalige Synagoge, jetzt orthodoxe Kirche

## Persönlichkeiten
- Johann Amos Comenius (1592–1670), Pädagoge
- Moses Brück (1812–1849), Offizier und jüdischer Theologe
- Dionys von Grün (1819–1896), Geograf und Hochschullehrer
- Jakob Gartner (1861–1921), österreichischer Architekt
- Stefan Jellinek (1871–1968), Mediziner
- Erich Mallina (1873–1954), österreichischer Maler und Hochschullehrer
- František Neumann (1874–1929), Komponist, Dirigent und Musikpädagoge
- Oskar Hirsch (1877–1965), HNO-Arzt in Wien und Boston
- Ignaz Hermann Körner (1878–1944), österreichischer Sportfunktionär
- Rudolf Weigl (1883–1957), Biologe
- František Winkler (1884–1956), sowjetischer Bildhauer
- Liane Zimbler (1892–1987), österreichisch-amerikanische Architektin und Innenarchitektin
- Karel Janoušek (1893–1971), tschechoslowakischer Armeegeneral und Luftmarschall der britischen Royal Air Force
- Vladímir Procházka (Pseudonym Jiři Mach) (1895–1967), tschechischer Staatsrechtler, Direktor des Tschechoslowakischen Enzyklopädischen Institutes
- Viktor Czerny (1896–1945), österreichischer Forstmeister und Widerstandskämpfer
- Kurt Juhn (1896–1965 oder 1971), österreichischer Journalist, Schriftsteller und Fußballspieler
- Ida Ehre (1900–1989), österreichisch-deutsche Schauspielerin und Theaterleiterin
- Oldřich Halma (1907–1985), tschechischer Chorleiter und Komponist
- Eliška Kleinová (1912–1999), tschechische Klavierpädagogin
- Lily Spandorf (1914–2000), Malerin und Schriftstellerin
- Josef Kainar (1917–1971), tschechischer Dichter
- Gideon Klein (1919–1945), Pianist und Komponist
- Zdenek Hruban (1921–2011), Mediziner
- Lubomír Kostelka (1927–2018), Schauspieler
- Milan Dobeš (* 1929), slowakischer Künstler
- Pavel Novák (1944–2009), Sänger
- Miloš Říha (1958–2020), Eishockeytrainer
- Pavel Soukup (* 1965), Radrennfahrer
- Michal Palinek (* 1967), Beachvolleyballspieler
- Jana Dobešová (* 1968), Tischtennisspielerin
- Petr Veselý (* 1971), Fußballspieler
- Eva Štěpánčíková (* 1972), Volleyballspielerin
- Petr Ruman (* 1976), Fußballspieler und -trainer
- Pavel Horák (* 1982), Handballspieler
- Lukáš Ticháček (* 1982), Volleyballspieler
- Josef Hrabal (* 1985), Eishockeyspieler
- Zdeněk Zlámal (* 1985), Fußballspieler
- Stanislav Kašpárek (* 1996), Handballspieler
- Jakub Markovič (* 2001), Fußballtorhüter
- Adam Žouželka (* 2001), American-Football-Spieler
- Jonáš Kolomaznik (* 2003), Hürdenläufer